# Louis Victor de Rochechouart de Mortemart
Louis Victor de Rochechouart, Herzog von Mortemart und Vivonne (* 25. August 1636 in Paris; † 15. September 1688) war Marschall von Frankreich und hochrangiger Hofbeamter unter Ludwig XIV.

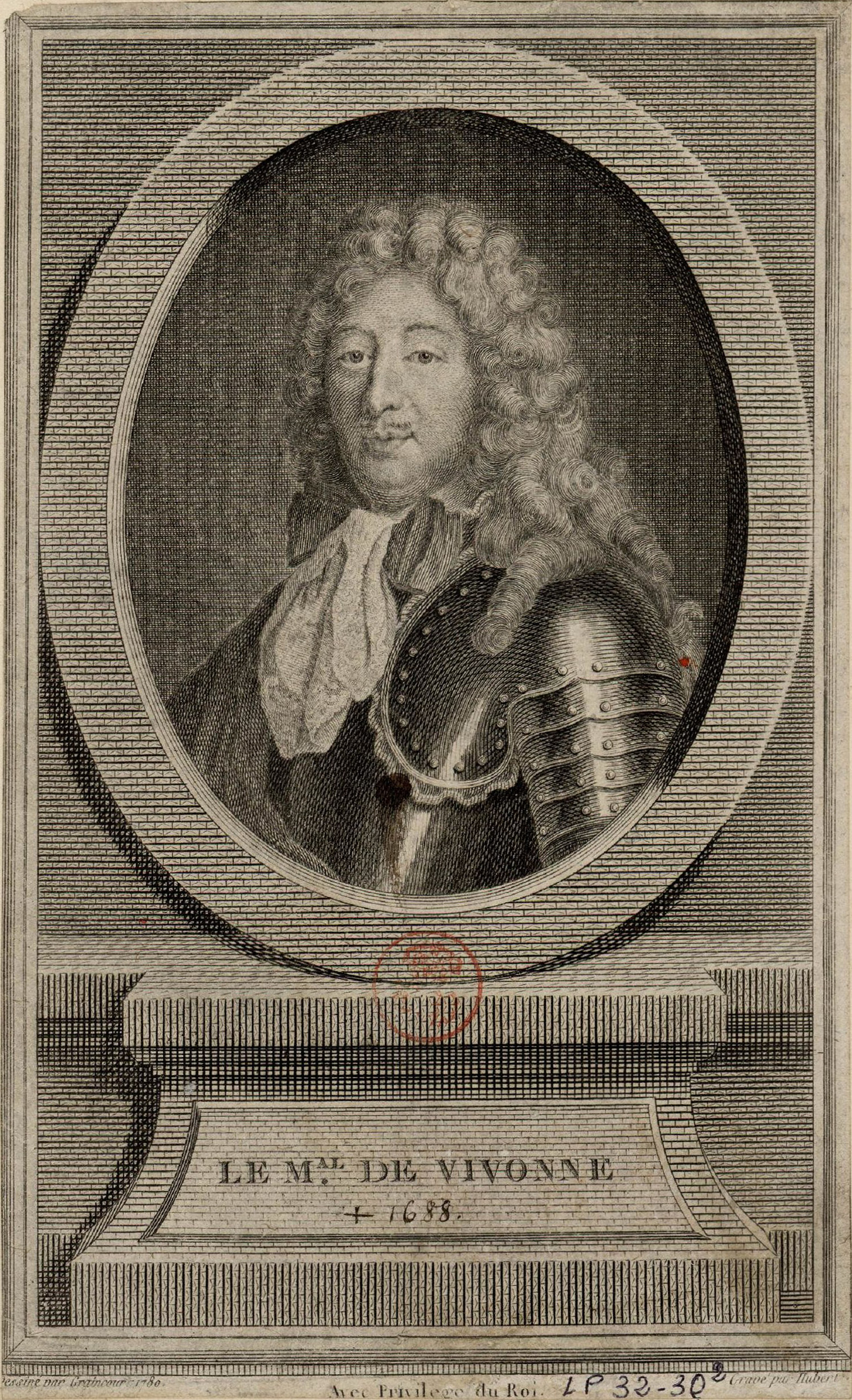
Louis Victor de Rochechouart

## Familie
Er stammte aus dem Adelsgeschlecht Rochechouart. Er war Sohn von Gabriel de Rochechouart de Mortemart, einem engen Vertrauten von Ludwig XIII. Seine älteste Schwester war Gabrielle de Rochechouart de Mortemart. Seine bekannteste Schwester war Madame de Montespan, die spätere Mätresse Ludwig XIV. Eine weitere Schwester war die Äbtissin Marie-Madeleine de Rochechouart. Er selbst heiratete Antoinette Louise de aus der Familie Mesmes. Mit dieser hatte er sechs Kinder.

## Leben
Er trat 1653 in die Armee ein und wurde Hauptmann der königlichen Garde. Er diente in Flandern unter dem Kommando von Turenne. Dabei machte er mehrere Belagerungen mit. Er wurde Oberst der Royal-Etranger und nahm an zwei Feldzügen in Italien teil. Er wechselte 1659 zur Marine und wurde Grand Maître de la Navigation.
Im Jahr 1664 wurde er zum Marschall ernannt. Er führte einen Angriff gegen die Piraten der Barbareskenstaaten. Im Jahr 1669 wurde er nach Fürsprache seiner Schwester, der Marquise de Montespan, zum Befehlshaber der Galeeren ernannt. Er nahm an der Endphase der Belagerung von Candia teil. Er wurde verwundet und sah sich nicht in der Lage die türkischen Linien zu durchbrechen. Daraufhin kehrte er nach Toulon zurück. 
Während des Holländischen Krieges kämpfte er wieder bei den Landtruppen und wurde 1672 beim Übergang über den Rhein schwer verwundet. Er wurde 1674 zum Gouverneur der Champagne und Brie ernannt. Ein Jahr später landete er mit einem Expeditionskorps auf Sizilien und nahm Augusta. Er wurde offiziell Vizekönig von Sizilien genannt. Als Admiral besiegte er 1676 die spanisch-holländische Flotte in der Seeschlacht vor Palermo. Es gelang allerdings nicht die gesamte Insel mit seinen schwachen Kräften zu erobern.
Anschließend ging er zurück zur Armee und nahm 1678 erneut Teil am Krieg. 
Nach dem Krieg lebte er am Hof Ludwigs XIV., hatte hohe Hofämter inne und war Mäzen verschiedener Autoren. Er trat selbst als Essayist hervor.